# Mihaela Strâmbeanu
Mihaela Strâmbeanu (n. 24 ianuarie 1971, Chișinău, RSS Moldovenească, URSS) este o actriță de teatru și film din Republica Moldova, cunoscută pentru Crimã inocentă (2015), Toti copiii domnului (2012) și Femeia cu cravată neagră (2016). Între anii 1988-1992 a urmat cursurile Academiei de Teatru și Film „Shota Rustaveli” din Tbilisi, Georgia, specializarea actor teatru și film.

## Roluri în teatru
- Prunette - Mizantropul / Eugène Labiche;
- Doamna de Tourvel - Legături primejdioase / Cholderos de Laclos;
- Amaranta Ursula - Un veac de singurătate / Gabriel García Márquez;
- Dulcinea Aldonza - Cavalerul Tristei Figuri / Miguel de Cervantes
- Clitemnestra - Ifigenia în Aulis / Euripide
- Elena Andreevna - Unchiul Vania / Anton Cehov
- Hedda Gabler - Hedda Gabler / Henrik Ibsen
- Carol Catrer - Orfeu în Infern / Tennessee Williams
- Mavra - Suflete moarte / N. V. Gogol
- Chira - Amorul dănțuie și feste joacă / W. Shakespeare
- Antonia - Infidelitate conjugală / Dario Fo
- Nina Zarecinaia - Pescărușul / Anton Cehov
- Liuda - Odiseea Visotski / Alexander Hausvater.

## Roluri în film
- Nana - Udzinartanmze, Gruzia-Film, Tbilisi
- Sora medicală - Norocosul, Gruzia-Film, Tbilisi, Georgia
- Femeia - Vive la femme, Moldova Film, Chisinău
- Sotia boierului - Baronul negru, Mosfilm, Moscova, Rusia
- Proprietara - Cadoul, Fresnoi, Franța
- Elena Stanislavovna - 12 scaune / scris de Ilf si Petrov / regia Petru Hadârcă
- Ispahan - Batumi - 2011[3]
- School Director - Toți copiii domnului - 2012
- Mihaela - Sfârșitul lumii (Short) - 2012
- Crimă inocentă - 2015
- Rodica Corbu - Femeia cu cravată neagră - 2016[4]

## Festivaluri
- Egipt, Festivalul de Teatru Experimental, Cairo, 1993
- Brașov, 1993
- Sibfest, Sibiu, 1997, 2002
- Rusia, Festivalul Internațional Teatru Cehov, Moscova, 1998
- România, Festivalul Național de Teatru, București, 2004
- Germania, Documenta, Regensburg, 2005
- Germania, Scene Moldau, Dresda, 2008

## Premii
- 1995 - Cel mai bun rol feminin, Festivalul Național de Teatru, Chisinău.
- 2003 - Cea mai originală interpretare, Festivalul National de Teatru, Chisinău.
- 2004 - Premiul „Pescărușul” UNITEM.[5]

## Legături externe
- Mihaela Strâmbeanu pe cinemagia.ro
- În copilărie, Mihaela Strâmbeanu făcea cu bunica lumânări din ceară, apoi mergea cu ele la biserică Arhivat în 4 septembrie 2019, la Wayback Machine., publicat în ea.md